# Trofeo Eccellenza 2015-2016
Il Trofeo Eccellenza 2015-16 è stato la 6ª edizione del torneo sostitutivo della Coppa Italia di rugby a 15 e la 28ª edizione assoluta.
Organizzato dalla Federazione Italiana Rugby, si è svolto dal 14 novembre 2015 al 9 aprile 2016.
Alla competizione presero parte le sei squadre dell'Eccellenza che non parteciparono all'European Challenge Cup, divise in due gironi all'italiana da tre squadre ciascuno. Le prime classificate di ogni girone, affrontatesi in partite d'andata e ritorno, disputarono la finale in gara unica che, nell'occasione, si tenne allo stadio Arcoveggio di Bologna e vide Viadana imporsi sul Petrarca di Padova per 22 a 15.

## Squadre partecipanti
| Girone A         | Girone B          |
| ---------------- | ----------------- |
| Lyons (Piacenza) | L’Aquila          |
| San Donà         | Petrarca (Padova) |
| Viadana          | S.S. Lazio (Roma) |

## Fase a gironi

### Girone A
| 14-11-2015 | 1ª/4ª giornata   | 20-12-2015 |
| ---------- | ---------------- | ---------- |
| 10-41      | Lyons — San Donà | 10-47      |
| Riposa     | Viadana          |            |

| 22-12-2015 | 2ª/5ª giornata     | 17-1-2016 |
| ---------- | ------------------ | --------- |
| 13-17      | San Donà — Viadana | 17-24     |
| Riposa     | Lyons              |           |

| 13-12-2015 | 3ª/6ª giornata  | 24-1-2016 |
| ---------- | --------------- | --------- |
| 36-10      | Viadana — Lyons | 34-5      |
| Riposa     | San Donà        |           |

#### Classifica
|  |    | Squadra  | G | V | N | P | PF  | PS  | P±   | B | Pt |
|  | -- | -------- | - | - | - | - | --- | --- | ---- | - | -- |
|  | 1. | Viadana  | 4 | 4 | 0 | 0 | 111 | 45  | 66   | 2 | 18 |
|  | 2. | San Donà | 4 | 2 | 0 | 2 | 118 | 61  | 57   | 4 | 12 |
|  | 3. | Lyons    | 4 | 0 | 0 | 4 | 35  | 158 | −123 | 0 | 0  |

### Girone B
| 14-11-2015 | 1ª/4ª giornata      | 20-12-2015 |
| ---------- | ------------------- | ---------- |
| 40-10      | Petrarca — L'Aquila | 42-22      |
| Riposa     | Lazio               |            |

| 22-12-2015 | 2ª/5ª giornata   | 17-1-2016 |
| ---------- | ---------------- | --------- |
| 19-23      | L'Aquila — Lazio | 15-24     |
| Riposa     | Petrarca         |           |

| 13-12-2015 | 3ª/6ª giornata   | 24-1-2016 |
| ---------- | ---------------- | --------- |
| 0-15       | Lazio — Petrarca | 7-68      |
| Riposa     | L'Aquila         |           |

#### Classifica
|  |    | Squadra    | G | V | N | P | PF  | PS  | P±  | B | Pt |
|  | -- | ---------- | - | - | - | - | --- | --- | --- | - | -- |
|  | 1. | Petrarca   | 4 | 4 | 0 | 0 | 165 | 39  | 126 | 3 | 19 |
|  | 2. | S.S. Lazio | 4 | 2 | 0 | 2 | 54  | 117 | −63 | 1 | 9  |
|  | 3. | L’Aquila   | 4 | 0 | 0 | 4 | 66  | 129 | −63 | 2 | 2  |

## Finale
| Arbitro: | Vincenzo Schipani (Benevento) |

| |              | |
| Amadasi 54’ | mt           | |
| McKinley 54’ | tr           | |
| McKinley 10’, 46’, 50’, 61’, 72’ | c.p.         | 18’, 21’, 34’, 63’, 75’ Nikora |
| · Keanu Apperley · Manganiello · Brex · 50’ Pavan · 75’ Amadasi · McKinley (c) · Khyam Apperley · Grigolon · du Plessis · 76’ Delnevo · Gerosa · Krumov · 41’ Romano · Scalvi · 41’ Cafaro | Formazioni   | · Menniti-Ippolito · Bettin · Favaro 70’ · Benettin · Rossi · Nikora · Soffiato 74’ · Conforti (c) 7’-13’ · Nostran 71’ · Salvetti 51’ · Michieletto 55’ · Gower · Rossetto 48’ · Ferraro 74’ · Acosta 74’ |
| · 50’ Gabbianelli · 75’ Gennari · 76’ Andrea Denti · 41’ Irving · 41’ Antonio Denti | Sostituzioni | · Belluco 70’ · Francescato 74’ · Targa 7’, 51’ 13’ · Larsen 71’ · Trotta 55’ · Iacob 48’ · Milani 74’ · Delfino 74’                                                                                       |
| Casper Steyn | Allenatori   | Andrea Cavinato |